# Jan Fischer (Basketballfunktionär)
Jan Henning Fischer (* in Wedel) ist ein deutscher Basketballfunktionär.

## Leben
Fischer spielte als Kind Fußball. Als er Schüler des Johann-Rist-Gymnasiums in Wedel wurde, kam er aufgrund der engen Verbindung der Schule zum SC Rist Wedel zum Basketball. Bei dem Verein lernte er Marvin Willoughby kennen. Nach dem in Wedel abgelegten Abitur studierte Fischer an der Universität Hamburg Soziologie, Sport und Psychologie. Neben dem Studium arbeitete er im Sport- und Fitnessbereich als Übungsleiter.
Zusammen mit Marvin Willoughby und anderen Mitstreitern bot Fischer, der beruflich beim Sportvermarkter- und veranstalter Upsolut tätig war, zunächst Basketball-Feriencamps für Kinder an. Dahinter steckte eigener Aussage nach der Wunsch, „zum einen Sport zu machen, aber auch das Miteinander zu fördern“. Da es gute Rückmeldungen der Campteilnehmer sowie der Eltern gegeben habe, wuchs laut Fischer die Motivation, diesen Weg weiterzugehen. Da man bevorzugte, „etwas Eigenes zu machen“, fiel die Entscheidung, 2006 einen Verein (Sport ohne Grenzen) zu gründen. Fischer gehörte als einer der Gesellschafter der Hamburg Towers Basketball-Betreibergesellschaft mbH in der Folge auch zu den Personen, die den Aufbau und die Entwicklung der 2013 gegründeten Profimannschaft Hamburg Towers bestimmten. Im Januar 2017 wurde er neben Willoughby geschäftsführender Gesellschafter der Hamburg Towers.